# 楊文度
楊 文度（よう ぶんど / よう ぶんたく、生年不詳 - 477年）は、中国の南北朝時代の仇池氐の首長。武都王。

## 経歴
楊伯宜（楊盛の弟の楊寿の子）の子として生まれた。武都王楊僧嗣の従弟にあたる。楊僧嗣が死去すると、文度は自ら武都王として立った。
472年、南朝宋により龍驤将軍・略陽郡太守に任じられ、武都王に封じられた。さらに寧朔将軍に改められた。
473年、武都の氐族が北魏の仇池を攻撃し、長孫観に撃退された。
476年、文度は寧朔将軍のまま都督北秦州諸軍事・平羌校尉・北秦州刺史の官を加えられた。
477年、文度は平羌校尉・北秦州刺史のまま持節・都督北秦雍二州諸軍事・征西将軍に進んだ。
同年、文度は弟の楊文弘に命じて北魏の仇池を攻撃させ、陥落させた。北魏の征西将軍皮歓喜・鎮西将軍梁醜奴・平西将軍楊霊珍らが4万の兵を率いて楊文弘を攻撃し、楊文弘は仇池城を棄てて南に逃れた。12月、皮歓喜が葭蘆城を攻め落とすと、文度は斬られ、その首級は平城に送られた。